# Fenoperidina
La fenoperidina è un analgesico oppioide strutturalmente correlato alla petidina, storicamente utilizzato nella neuroleptoanalgesia.

## Farmacologia
È un derivato dell'acido isonipecotico, come la petidina, ed è metabolizzato in parte in norpetidina. La fenoperidina è meno stabile e più lipofilia rispetto alla petidina. Studi sui topi hanno mostrato che la fenoperidina è oltre 100 volte più potente della petidina. La sua potenza di azione elimina gli effetti tossici dovuti all'accumulo di norpetidina che si osservano quando si somministra la petidina ad alte dosi o per lunghi periodi di tempo.

## Storia e sintesi
La fenoperidina fu sintetizzata per la prima volta nel 1957 da Paul Janssen, della società ora conosciuta come Janssen Pharmaceutica, che si occupava di sintetizzare nuovi antidolorifici a partire dagli oppioidi. I suoi due prototipi erano il metadone e la petidina, inventati negli anni '30 da Otto Eisleb, che lavorava per la IG Farben. Il suo lavoro a partire dal metadone portò alla sintesi della destromoramide nel 1954. Janssen si rivolse quindi alla creazione di analoghi della petidina. Durante le sue ricerche, sostituì il gruppo metile attaccato all'azoto petidinico con un gruppo propiofenone, arrivando alla sintesi della fenoperidina, nel 1957.
Nel 1958, la stessa linea di lavoro produsse uno dei più validi farmaci del XX secolo, l'aloperidolo, e poi il difenossilato, che mancava delle proprietà analgesiche dell'oppioide ma fermava la peristalsi nell'intestino, un tipico effetto collaterale di oppioidi. Janssen immise sul mercato il difenossilato come farmaco per il trattamento della diarrea. Infine, grazie a ulteriori ricerche, Janssen ha creato il fentanil nel 1960, che si è rivelato dieci volte più potente della fenoperidina.
Nel 1959, la combinazione fenoperidina e aloperidolo fu usata per la prima volta in Europa per indurre analgesia neurolettica; l'uso di questa miscela è cresciuto all'inizio degli anni '60 ma è stato abbandonato a favore della combinazione fentanil e droperidolo, che è stata ampiamente utilizzata negli anni '80.

### Regolamentazione
Nel 1961 la fenoperidina fu aggiunta alla Convenzione del 1931 per limitare la produzione e regolare la distribuzione degli stupefacenti da parte dell'Organizzazione mondiale della sanità attraverso la Convenzione unica sulle droghe narcotiche.